# アメリカ宇宙軍基地の一覧
アメリカ宇宙軍基地の一覧（アメリカうちゅうぐんきちのいちらん）は、アメリカ宇宙軍における基地の一覧である。

## アメリカ国内
| 施設名                           | 所在地                             | 備考                                                                                   |
| -------------------------------- | ---------------------------------- | -------------------------------------------------------------------------------------- |
| クリアー宇宙軍施設               | アラスカ州アンダーソン             | 2021年6月15日にクリアー空軍施設から名称変更。                                          |
| ロサンゼルス空軍基地             | カリフォルニア州エル・セグンド     |                                                                                        |
| ヴァンデンバーグ宇宙軍基地       | カリフォルニア州ロンポク           | 2021年5月14日にヴァンデンバーグ空軍基地から名称変更。                                  |
| バックリー宇宙軍基地             | コロラド州オーロラ                 | 2021年6月4日にバックリー空軍基地から名称変更。                                         |
| ピーターソン宇宙軍基地           | コロラド州コロラドスプリングス     | 2021年7月26日にピーターソン空軍基地から名称変更。                                      |
| シュリーヴァー宇宙軍基地         | コロラド州コロラドスプリングス     | 2021年7月26日にシュリーヴァー空軍基地から名称変更。                                    |
| シャイアン・マウンテン宇宙軍施設 | コロラド州コロラドスプリングス     | 2021年7月26日にシャイアン・マウンテン空軍施設から名称変更。                            |
| ケープカナベラル宇宙軍施設       | フロリダ州ケープ・カナベラル       | 2020年12月9日にケープカナベラル空軍施設から名称変更。                                  |
| パトリック宇宙軍基地             | フロリダ州ココアビーチ             | 2020年12月9日にパトリック空軍基地から名称変更。                                        |
| カエナ・ポイント宇宙軍施設       | ハワイ州カエナ・ポイント           | 2021年6月16日にカエナ・ポイント空軍施設から名称変更。                                  |
| ニューボストン宇宙軍施設         | ニューハンプシャー州ニューボストン | 2021年7月12日にニューボストン空軍施設から名称変更。                                    |
| キャバリエ宇宙軍施設             | ノースダコタ州キャバリエ           | 2021年7月30日にキャバリエ空軍施設から名称変更。                                        |
| ケープ・コッド宇宙軍施設         | マサチューセッツ州サガモア         | ケープ・コッド統合基地の構成施設。 2021年6月11日にケープ・コッド空軍施設から名称変更。 |

## アメリカ国外
| 施設名               | 所在地                             | 備考                                     |
| -------------------- | ---------------------------------- | ---------------------------------------- |
| ピツフィク宇宙軍基地 | デンマークグリーンランドカーナーク | 2023年4月6日にチューレ空軍基地より改名。 |